# 2015-ös Formula–1 orosz nagydíj
Az orosz nagydíj volt a 2015-ös Formula–1 világbajnokság tizenötödik futama, amelyet 2015. október 9. és október 11. között rendeztek meg az orosz Sochi International Street Circuiten, Szocsiban.

## Szabadedzések

### Első szabadedzés
Az orosz nagydíj első szabadedzését október 9-én, pénteken délelőtt tartották. A szabadedzést a korábban egy szervizautóból pályára került nagy mennyiségű olaj miatt fél órával elhalasztották.
| helyezés | versenyző        | csapat/motor         | elért idő | különbség | futott kör |
| -------- | ---------------- | -------------------- | --------- | --------- | ---------- |
| 1        | Nico Hülkenberg  | Force India-Mercedes | 1:44,355  | −         | 11         |
| 2        | Nico Rosberg     | Mercedes             | 1:44,407  | +0,052    | 15         |
| 3        | Sebastian Vettel | Ferrari              | 1:44,986  | +0,631    | 15         |
| 4        | Sergio Pérez     | Force India-Mercedes | 1:45,146  | +0,791    | 11         |
| 5        | Daniel Ricciardo | Red Bull-Renault     | 1:45,233  | +0,878    | 10         |
| 6        | Carlos Sainz Jr. | Toro Rosso-Renault   | 1:45,488  | +1,133    | 13         |
| 7        | Lewis Hamilton   | Mercedes             | 1:45,691  | +1,336    | 10         |
| 8        | Valtteri Bottas  | Williams-Mercedes    | 1:45,746  | +1,391    | 13         |
| 9        | Max Verstappen   | Toro Rosso-Renault   | 1:46,203  | +1,848    | 13         |
| 10       | Kimi Räikkönen   | Ferrari              | 1:46,215  | +1,860    | 16         |
| 11       | Jenson Button    | McLaren-Honda        | 1:46,231  | +1,876    | 12         |
| 12       | Felipe Massa     | Williams-Mercedes    | 1:46,333  | +1,978    | 12         |
| 13       | Felipe Nasr      | Sauber-Ferrari       | 1:46,747  | +2,392    | 13         |
| 14       | Fernando Alonso  | McLaren-Honda        | 1:47,443  | +3,088    | 16         |
| 15       | Pastor Maldonado | Lotus-Mercedes       | 1:48,006  | +3,651    | 9          |
| 16       | Danyiil Kvjat    | Red Bull-Renault     | 1:48,096  | +3,741    | 9          |
| 17       | Jolyon Palmer    | Lotus-Mercedes       | 1:49,094  | +4,739    | 9          |
| 18       | Roberto Merhi    | Manor-Ferrari        | 1:52,994  | +8,639    | 12         |
| 19       | Marcus Ericsson  | Sauber-Ferrari       | 1:54,272  | +9,917    | 12         |
| 20       | Will Stevens     | Manor-Ferrari        | 1:58,254  | +13,899   | 6          |

### Második szabadedzés
Az orosz nagydíj második szabadedzését október 9-én, pénteken délután tartották.
| helyezés | versenyző        | csapat/motor         | elért idő  | különbség | futott kör |
| -------- | ---------------- | -------------------- | ---------- | --------- | ---------- |
| 1        | Felipe Massa     | Williams-Mercedes    | 2:00,458   | −         | 6          |
| 2        | Sebastian Vettel | Ferrari              | 2:00,659   | +0,201    | 8          |
| 3        | Valtteri Bottas  | Williams-Mercedes    | 2:00,688   | +0,230    | 8          |
| 4        | Max Verstappen   | Toro Rosso-Renault   | 2:00,806   | +0,348    | 7          |
| 5        | Fernando Alonso  | McLaren-Honda        | 2:01,077   | +0,619    | 12         |
| 6        | Danyiil Kvjat    | Red Bull-Renault     | 2:01,418   | +0,960    | 6          |
| 7        | Carlos Sainz Jr. | Toro Rosso-Renault   | 2:02,805   | +2,347    | 7          |
| 8        | Jenson Button    | McLaren-Honda        | 2:02,845   | +2,387    | 8          |
| 9        | Nico Rosberg     | Mercedes             | idő nélkül | –         | 6          |
| 10       | Marcus Ericsson  | Sauber-Ferrari       | idő nélkül | –         | 3          |
| 11       | Lewis Hamilton   | Mercedes             | idő nélkül | –         | 3          |
| 12       | Sergio Pérez     | Force India-Mercedes | idő nélkül | –         | 3          |
| 13       | Nico Hülkenberg  | Force India-Mercedes | idő nélkül | –         | 3          |
| 14       | Daniel Ricciardo | Red Bull-Renault     | idő nélkül | –         | 1          |

Megjegyzés: Kimi Räikkönen, Felipe Nasr, Romain Grosjean, Pastor Maldonado, Will Stevens és Roberto Merhi nem hajtottak pályára a szabadedzés során a rossz időjárási körülmények miatt.

### Harmadik szabadedzés
Az orosz nagydíj harmadik szabadedzését október 10-én, szombaton délelőtt tartották. Az edzésnek 40 perc után Carlos Sainz Jr. balesete vetett véget.
| helyezés | versenyző        | csapat/motor         | elért idő | különbség | futott kör |
| -------- | ---------------- | -------------------- | --------- | --------- | ---------- |
| 1        | Nico Rosberg     | Mercedes             | 1:38,561  | −         | 15         |
| 2        | Valtteri Bottas  | Williams-Mercedes    | 1:39,287  | +0,726    | 17         |
| 3        | Lewis Hamilton   | Mercedes             | 1:39,363  | +0,802    | 13         |
| 4        | Sergio Pérez     | Force India-Mercedes | 1:39,616  | +1,055    | 14         |
| 5        | Felipe Massa     | Williams-Mercedes    | 1:39,875  | +1,314    | 14         |
| 6        | Nico Hülkenberg  | Force India-Mercedes | 1:39,917  | +1,356    | 14         |
| 7        | Jenson Button    | McLaren-Honda        | 1:40,581  | +2,020    | 12         |
| 8        | Pastor Maldonado | Lotus-Mercedes       | 1:40,767  | +2,206    | 13         |
| 9        | Fernando Alonso  | McLaren-Honda        | 1:41,200  | +2,639    | 11         |
| 10       | Felipe Nasr      | Sauber-Ferrari       | 1:41,229  | +2,668    | 14         |
| 11       | Danyiil Kvjat    | Red Bull-Renault     | 1:41,358  | +2,797    | 15         |
| 12       | Kimi Räikkönen   | Ferrari              | 1:42,297  | +3,736    | 11         |
| 13       | Romain Grosjean  | Lotus-Mercedes       | 1:42,371  | +3,810    | 14         |
| 14       | Marcus Ericsson  | Sauber-Ferrari       | 1:42,450  | +3,889    | 14         |
| 15       | Carlos Sainz Jr. | Toro Rosso-Renault   | 1:42,683  | +4,122    | 19         |
| 16       | Sebastian Vettel | Ferrari              | 1:42,686  | +4,125    | 11         |
| 17       | Max Verstappen   | Toro Rosso-Renault   | 1:43,089  | +4,528    | 16         |
| 18       | Daniel Ricciardo | Red Bull-Renault     | 1:43,347  | +4,786    | 14         |
| 19       | Roberto Merhi    | Manor-Ferrari        | 1:46,767  | +8,206    | 19         |
| 20       | Will Stevens     | Manor-Ferrari        | 1:47,249  | +8,688    | 18         |

## Időmérő edzés
Az orosz nagydíj időmérő edzését október 10-én, szombaton futották.
| helyezés              | rajtszám | versenyző        | csapat/motor         | 1. rész    | 2. rész  | 3. rész  | rajthely | futott kör |
| --------------------- | -------- | ---------------- | -------------------- | ---------- | -------- | -------- | -------- | ---------- |
| 1                     | 6        | Nico Rosberg     | Mercedes             | 1:38,343   | 1:37,500 | 1:37,113 | 1        | 20         |
| 2                     | 44       | Lewis Hamilton   | Mercedes             | 1:38,558   | 1:37,672 | 1:37,433 | 2        | 18         |
| 3                     | 77       | Valtteri Bottas  | Williams-Mercedes    | 1:38,448   | 1:38,194 | 1:37,912 | 3        | 26         |
| 4                     | 5        | Sebastian Vettel | Ferrari              | 1:38,598   | 1:38,402 | 1:37,965 | 4        | 15         |
| 5                     | 7        | Kimi Räikkönen   | Ferrari              | 1:39,207   | 1:38,224 | 1:38,348 | 5        | 18         |
| 6                     | 27       | Nico Hülkenberg  | Force India-Mercedes | 1:39,250   | 1:38,727 | 1:38,659 | 6        | 21         |
| 7                     | 11       | Sergio Pérez     | Force India-Mercedes | 1:39,617   | 1:38,914 | 1:38,691 | 7        | 19         |
| 8                     | 8        | Romain Grosjean  | Lotus-Mercedes       | 1:39,056   | 1:38,754 | 1:38,787 | 8        | 19         |
| 9                     | 33       | Max Verstappen   | Toro Rosso-Renault   | 1:39,411   | 1:39,119 | 1:38,924 | 9        | 23         |
| 10                    | 3        | Daniel Ricciardo | Red Bull-Renault     | 1:39,574   | 1:39,005 | 1:39,728 | 10       | 18         |
| 11                    | 26       | Danyiil Kvjat    | Red Bull-Renault     | 1:39,580   | 1:39,214 |          | 11       | 18         |
| 12                    | 12       | Felipe Nasr      | Sauber-Ferrari       | 1:40,042   | 1:39,323 |          | 12       | 18         |
| 13                    | 22       | Jenson Button    | McLaren-Honda        | 1:39,739   | 1:39,763 |          | 13       | 15         |
| 14                    | 13       | Pastor Maldonado | Lotus-Mercedes       | 1:39,724   | 1:39,811 |          | 14       | 15         |
| 15                    | 19       | Felipe Massa     | Williams-Mercedes    | 1:38,926   | 1:39,895 |          | 15       | 17         |
| 16                    | 14       | Fernando Alonso  | McLaren-Honda        | 1:40,144   |          |          | 19[1]    | 7          |
| 17                    | 9        | Marcus Ericsson  | Sauber-Ferrari       | 1:40,660   |          |          | 16       | 9          |
| 18                    | 28       | Will Stevens     | Manor-Ferrari        | 1:43,693   |          |          | 17       | 9          |
| 19                    | 98       | Roberto Merhi    | Manor-Ferrari        | 1:43,804   |          |          | 18[2]    | 8          |
| 107%-os idő: 1:45,227 |          |                  |                      |            |          |          |          |            |
| NK                    | 55       | Carlos Sainz Jr. | Toro Rosso-Renault   | idő nélkül |          |          | 20[3]    | 0          |

Megjegyzés:
- ↑ 1:  — Fernando Alonso autójába új ICE, turbófeltöltő, MGU-H és CE került beszerelésre, így összesen 35 helyes rajtbüntetést kapott.
- ↑ 2:  — Roberto Merhi autójába új ICE, turbófeltültő és MGU-H került beszerelésre, így összesen 20 helyes rajtbüntetést kapott.[5]
- ↑ 3:  — Carlos Sainz Jr. balesetet szenvedett a harmadik szabadedzésen, ami után kórházba szállították kivizsgálásra, így az időmérő edzésen nem tudott részt venni. Ennek ellenére orvosaitól és a sportfelügyelőktől megkapta a rajtengedélyt, ám az autóját újra kellett építeni, így a rajtrács végéről indulhatott (mivel csak részben építették újjá az autót, így nem kellett a boxutcából rajtolnia).[6]

## Futam
Az orosz nagydíj futama október 11-én, vasárnap rajtolt.
| helyezés | rajtszám | versenyző        | csapat/motor         | futott kör | idő/kiesés oka | rajthely | pont |
| -------- | -------- | ---------------- | -------------------- | ---------- | -------------- | -------- | ---- |
| 1        | 44       | Lewis Hamilton   | Mercedes             | 53         | 1:37:11,024    | 2        | 25   |
| 2        | 5        | Sebastian Vettel | Ferrari              | 53         | +5,953         | 4        | 18   |
| 3        | 11       | Sergio Pérez     | Force India-Mercedes | 53         | +28,918        | 7        | 15   |
| 4        | 19       | Felipe Massa     | Williams-Mercedes    | 53         | +38,831        | 15       | 12   |
| 5        | 26       | Danyiil Kvjat    | Red Bull-Renault     | 53         | +47,566        | 11       | 10   |
| 6        | 12       | Felipe Nasr      | Sauber-Ferrari       | 53         | +56,508        | 12       | 8    |
| 7        | 13       | Pastor Maldonado | Lotus-Mercedes       | 53         | +1:01,088      | 14       | 6    |
| 8[1]     | 7        | Kimi Räikkönen   | Ferrari              | 53         | +1:12,358      | 5        | 4    |
| 9        | 22       | Jenson Button    | McLaren-Honda        | 53         | +1:19,467      | 13       | 2    |
| 10       | 33       | Max Verstappen   | Toro Rosso-Renault   | 53         | +1:28,424      | 9        | 1    |
| 11[2]    | 14       | Fernando Alonso  | McLaren-Honda        | 53         | +1:31,210      | 19       |      |
| 12[3]    | 77       | Valtteri Bottas  | Williams-Mercedes    | 52         | baleset        | 3        |      |
| 13       | 98       | Roberto Merhi    | Manor-Ferrari        | 52         | +1 kör         | 18       |      |
| 14       | 28       | Will Stevens     | Manor-Ferrari        | 51         | +2 kör         | 17       |      |
| 15[3]    | 3        | Daniel Ricciardo | Red Bull-Renault     | 47         | felfüggesztés  | 10       |      |
| ki       | 55       | Carlos Sainz Jr. | Toro Rosso-Renault   | 45         | kicsúszás      | 20       |      |
| ki       | 8        | Romain Grosjean  | Lotus-Mercedes       | 11         | baleset        | 8        |      |
| ki       | 6        | Nico Rosberg     | Mercedes             | 7          | gázpedál       | 1        |      |
| ki       | 27       | Nico Hülkenberg  | Force India-Mercedes | 0          | baleset        | 6        |      |
| ki       | 9        | Marcus Ericsson  | Sauber-Ferrari       | 0          | baleset        | 16       |      |

Megjegyzés:
- ↑ 1:  — Kimi Räikkönen az 5. helyen ért célba, de utólag 30 másodperces büntetést kapott a Valtteri Bottasszal történt ütközéséért.[7]
- ↑ 2:  — Fernando Alonso a 10. helyen ért célba, de utólag 5 másodperces büntetést kapott pályaelhagyásért.
- ↑ 3:  — Valtteri Bottas és Daniel Ricciardo nem fejezték be a futamot, de helyezésüket értékelték, mert a versenytáv több, mint 90%-át teljesítették.

## A világbajnokság állása a verseny után
| H   | Versenyzők       | Pont | H   | Konstruktőrök        | Pont |
| --- | ---------------- | ---- | --- | -------------------- | ---- |
| 1.  | Lewis Hamilton   | 302  | 1.  | Mercedes             | 531  |
| 2.  | Sebastian Vettel | 236  | 2.  | Ferrari              | 359  |
| 3.  | Nico Rosberg     | 229  | 3.  | Williams-Mercedes    | 220  |
| 4.  | Kimi Räikkönen   | 123  | 4.  | Red Bull-Renault     | 149  |
| 5.  | Valtteri Bottas  | 111  | 5.  | Force India-Mercedes | 92   |
| 6.  | Felipe Massa     | 109  | 6.  | Lotus-Mercedes       | 66   |
| 7.  | Danyiil Kvjat    | 76   | 7.  | Toro Rosso-Renault   | 45   |
| 8.  | Daniel Ricciardo | 73   | 8.  | Sauber-Ferrari       | 34   |
| 9.  | Sergio Pérez     | 54   | 9.  | McLaren-Honda        | 19   |
| 10. | Romain Grosjean  | 44   | 10. | Manor-Ferrari        | 0    |

(A teljes táblázat)

## Statisztikák
- Vezető helyen:
  - Nico Rosberg: 6 kör (1-6)
  - Lewis Hamilton: 47 kör (7-53)
- Lewis Hamilton 42. győzelme.
- Nico Rosberg 18. pole-pozíciója.
- Sebastian Vettel 25. leggyorsabb köre.
- A Mercedes 41. győzelme és 2. konstruktőri világbajnoki címe ezen a futamon.
- Lewis Hamilton 83., Sebastian Vettel 77., Sergio Pérez 5. dobogós helyezése.
- Fernando Alonso 250. nagydíja.[8]